# Grande Canal de Gotemburgo
O Grande Canal de Gotemburgo – em sueco Stora Hamnkanalen -  é um canal do centro histórico da cidade de Gotemburgo, na Suécia.
Liga a Stora Bommen, junto ao rio Gota, ao fosso defensivo Vallgraven. Foi construído em 1620-1622, na altura da fundação de Gotemburgo, e foi durante 200 anos o porto da cidade. Na época da Companhia das Índias Orientais – 1731-1813, os grandes navios passaram a ancorar em Klippan, a oeste do antigo porto. Com a construção das pontes sobre o canal, a navegação desapareceu do local e a utilização do canal como porto passou à história.

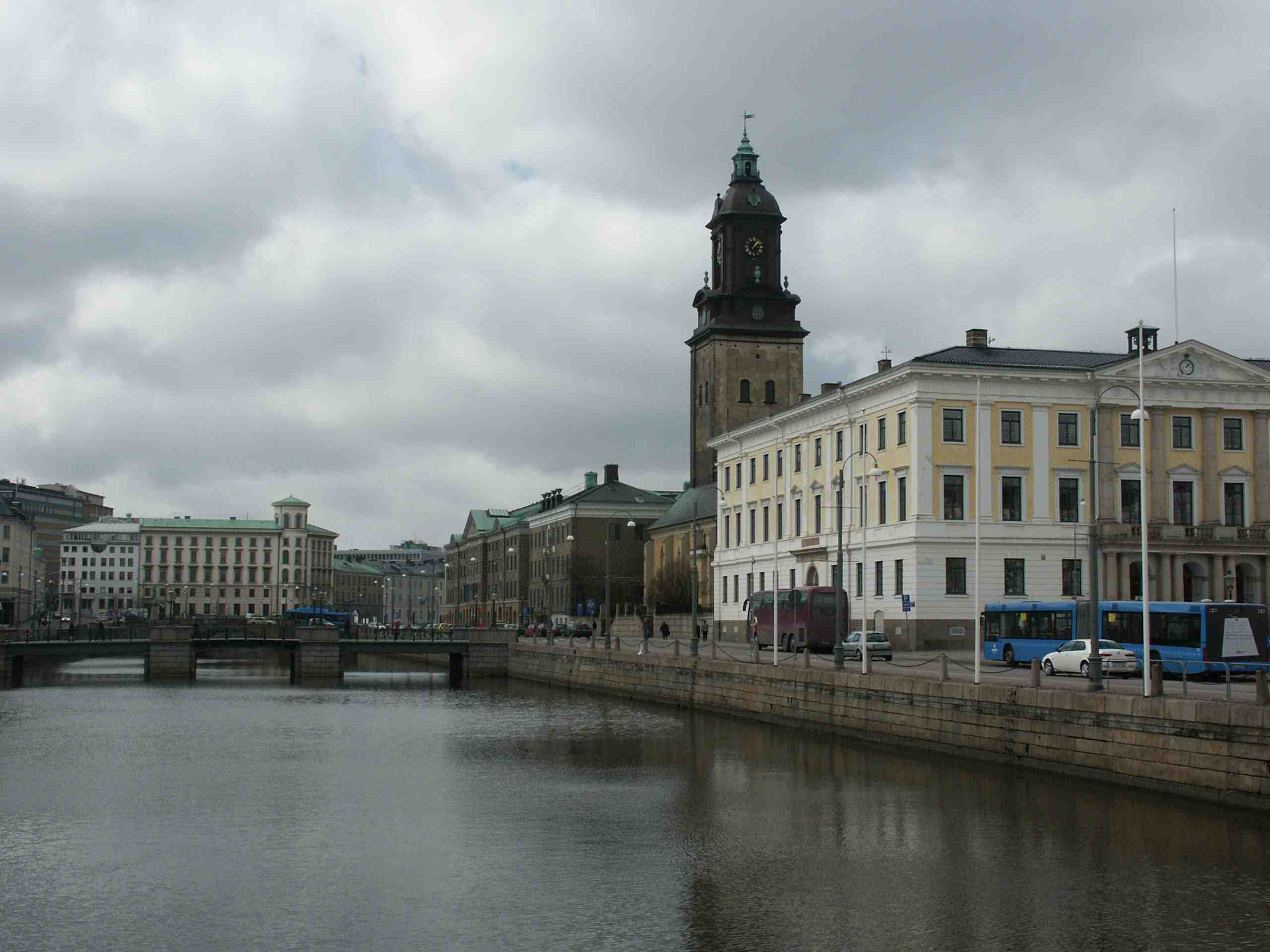
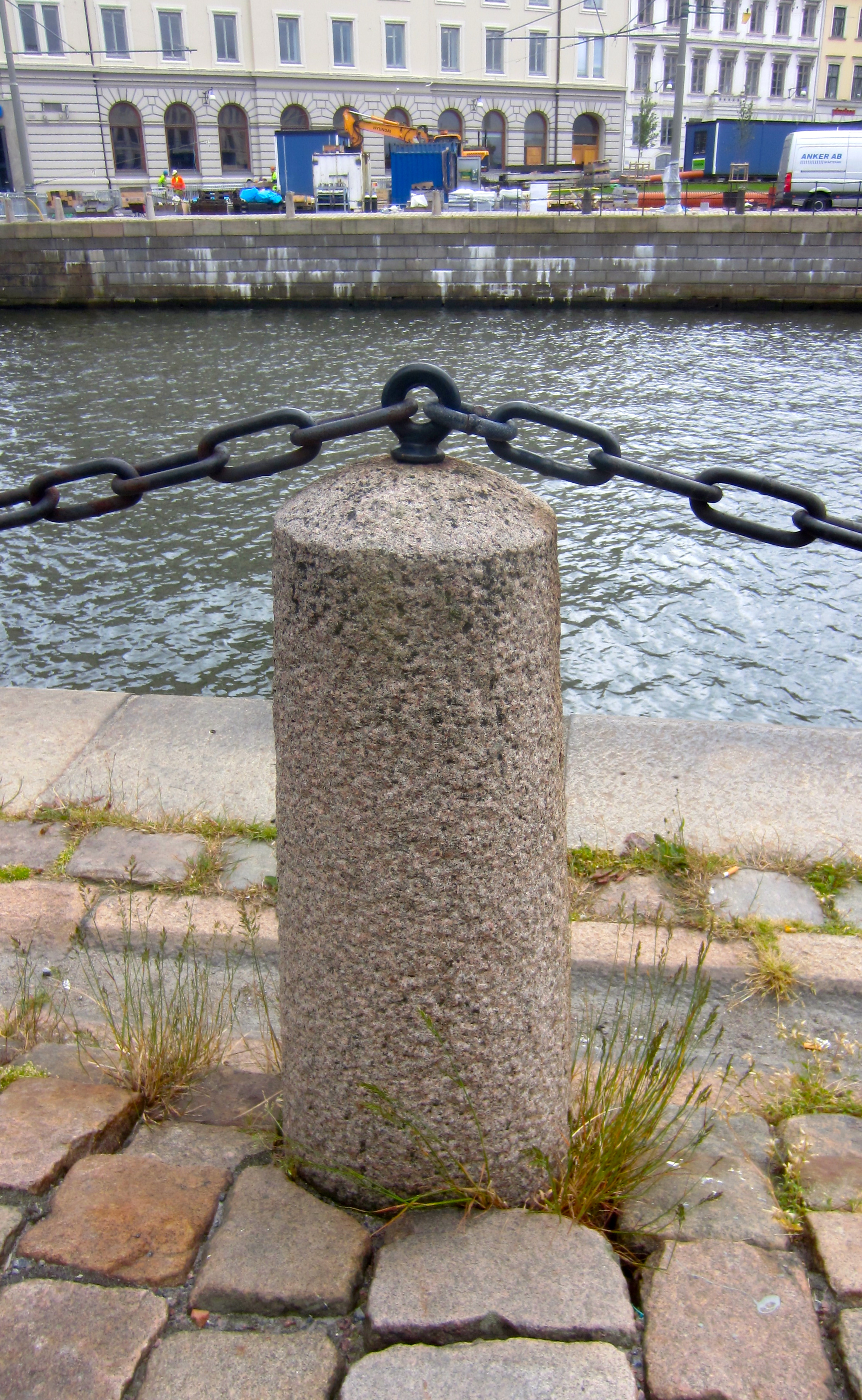
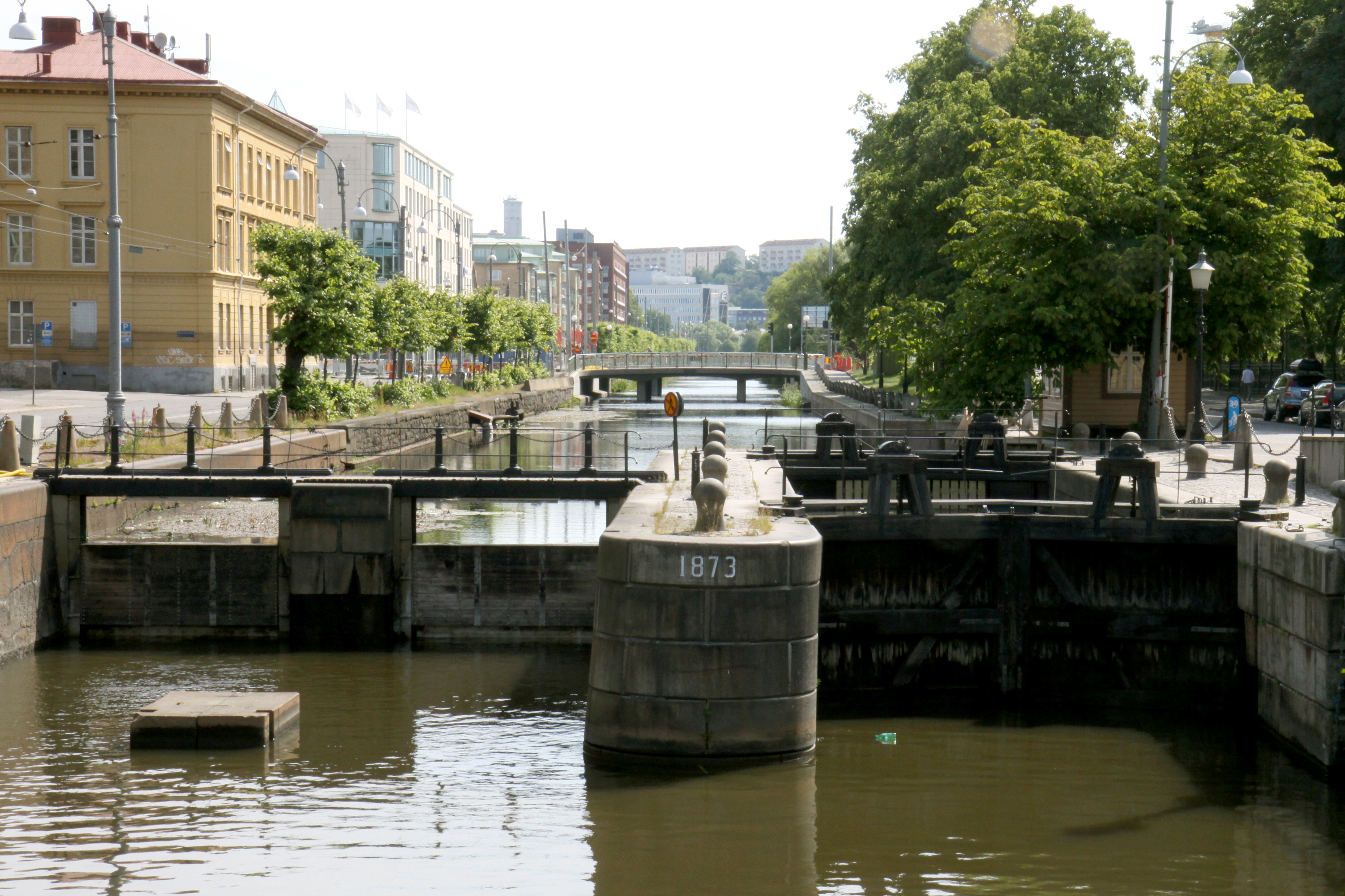